# 王玉鉉
王玉鉉，字节甫，号太阿，河南承宣佈政使司修武縣人。明朝解元、政治人物。

## 生平
明神宗萬曆三十四年（1606年），中式丙午科河南鄉試第一名舉人（解元）。
有《清水篇》数卷行世。